# Donne nelle guerre del XVIII secolo
La guerra attiva in tutta la storia documentata ha sempre avuto come combattenti coinvolti prevalentemente dei maschi; tuttavia anche le donne hanno contribuito alle attività militari, tra cui in alcuni casi in combattimento. La lista seguente descrive le donne per avere partecipato ad azioni militari nel corso del XVIII secolo.

## Cronologia

### 1700
- XVIII secolo: Kaipkire del popolo Herero guida le proprie forze militari contro i mercanti di schiavi britannici.
- XVIII secolo: Ghaliyya al-Wahhabiyya conduce un movimento di resistenza militare per impedire la riconquista de La Mecca da parte dell'impero ottomano[1].
- XVIII secolo: una donna anonima serve nell'esercito svedese durante la grande guerra del Nord; a conclusione del conflitto la si è veduta indossare abiti maschili per le strade di Stoccolma fino al 1740, ove era conosciuta come "il cavaliere"[2].
- 1700: la portoghese Juliana Dias da Costa cavalca un elefante da guerra al fianco di Bahadur Shah I, suo sposo nonché imperatore mughal, nelle battaglie per difendere la propria autorità[3]
- 1700: Mary Read serve come soldato in Belgio, prima di diventare una pirata.
- 1700: la contessa svedese Margareta von Ascheberg agisce in qualità di colonnello nel reggimento del marito morto durante la grande guerra del Nord[4].
- 1700: durante la battaglia di Narva (1700) le forze svedesi riescono a catturare alcuni soldati russi assedianti la città e scoprono che sono donne vestite da maschi[5].
- 1700: Carlotta Amalia d'Assia-Kassel organizza la difesa di Copenaghen contro l'invasione svedese[6].
- 1700–1709: Tarabai, regina dell'impero indiano dei Maratti, conduce una guerra contro gli invasori moghul[7].
- 1700–1712: Maria Ursula d'Abreu e Lencastro combatte nell'esercito portoghese in India con il grado di caporale.
- 1702: Anna Isabella Gonzaga, duchessa di Mantova, difende la città nel corso della guerra di successione spagnola in qualità di reggente durante l'assenza del suo sposo[8].
- 1702: Marij Jacobs Weijers serve nell'esercito olandese vestita come un maschio[9].
- 1704: Mai Bhago conduce i soldati sikh contro i moghul.
- 1705–1708: Catharina Margaretha Linck serve come soldato negli eserciti di Hannover, Prussia, Assia e Polonia.
- 1705: Grietje Harmense Knipsaar serve nell'esercito olandese travestita come un maschio con il nome di Dirk Jansen[9].
- 1706: Gertruid ter Brugge serve nei dragoni olandesi ed è in seguito una celebrità locale conosciuta come "La Dragonne"[10].

### 1710
- 1710: nel corso della grande guerra del Nord Maria Faxell, la moglie di un vicario, difende il suo villaggio da un attacco norvegese distribuendo armi a uomini e donne durante l'assenza del marito[11].
- 1711–1721: Ingela Gathenhielm gestisce la flotta svedese corsara in collaborazione con il marito durante la grande guerra del Nord; rimasta vedova nel 1718 prosegue l'attività in proprio[12].
- 1712–1714: Anna Jöransdotter serve in territorio finlandese l'esercito svedese sotto il nome di Johan Haritu[13].
- 1712–1717: vengono scoperte tre donne anonime che avevano fino ad allora servito nella marina olandese travestite da maschi[9].
- 1713–1721: vi è il fondato sospetto che Margareta Elisabeth Roos abbia servito nell'esercito svedese travestita da uomo[14].
- 1713–1726: Ulrika Eleonora Stålhammar serve nell'esercito svedese sotto Carlo XII di Svezia durante la grande guerra del Nord[13].
- 1713–1714: Annika Svahn, così come altre donne finlandesi prese prigioniere e fatte schiave dai russi, sono costrette a partecipare alla conquista russa della Finlandia allora sotto il dominio della Svezia; vestite in uniformi di dragone russo entrano nei campi di battaglia[15].
- 1715: due donne anonime si scoprono tra i soldati che servono nell'esercito svedese, una di loro moglie di un militare, per un periodo di almeno quattro anni[13].
- 1716: alla norvegese Anna Colbjørnsdatter vengono concessi gli onori della vittoria nella battaglia contro gli svedesi a Norderhov in Norvegia durante la grande guerra del Nord; il 29 marzo riesce a fare catturare seicento soldati nemici[16].
- 1716: la contadina norvegese Kari Hiran evita il tentativo svedese di conquistare il proprio paese somministrando loro false informazioni circa le dimensioni dell'esercito avversario[17].
- 1716–1718: Hangbe nel regno di Dahomey (l'attuale Benin) diventa reggente dopo che suo fratello Akaba viene fatto uccidere. Tradizioni orali affermano che dopo la morte del giovane uomo, la sorella ha indossato l'armatura e ha agito al suo posto per il resto della guerra scoppiata nella valle del fiume Ouémé.
- 1719: Brita Olsdotter, un'anziana signora svedese, incontra l'esercito russo che marcia contro Linköping dopo avere interamente bruciato Norrköping e li convince a ritirarsi dopo avere detto loro che stavano arrivando i rinforzi avversari a soccorso della città[18].

### 1720
- 1720–1739: Granny Nanny, leader spirituale dei cimarroni della Giamaica, conduce gli schiavi ribelli nella loro prima guerra contro gli inglesi[19].
- 1721: la contessa di Polignac, amante del duca di Richelieu, combatte un duello con la rivale che le succederà, la marchesa de Nesle[20].
- 1722: sei donne anonime vengono spedite indietro nei Paesi Bassi, dopo che è stato scoperto che hanno prestato servizio come maschi sia nella marina sia nell'esercito olandese, nel tentativo di emigrare nelle Indie orientali olandesi[9].
- 1723: Lumke Thoole serve nella marina olandese vestita come un maschio con il nome di Jan Theinisz[9].
- 1725: la giovane donna olandese Maria ter Meetelen serve nell'esercito spagnolo vestita da uomo[21].
- 1726: Maria Elisabeth Meening serve nella marina olandese travestita da maschio[9].

### 1730
- 1732: una donna anonima serve nell'esercito olandese travestita da maschio[9].

### 1740
- 1740: l'inglese Ann Mills combatte sulla fregata "Maidenstone" nella sua qualità di dragone.
- 1741–1743: Maria van de Gijessen serve nella marina olandese utilizzando il nome maschile di Claes[22].
- 1744–1745: tre donne anonime servono nella marina olandese vestite come degli uomini[9].
- 1745: la contessa di Erroll Mary Hay solleva e guida un esercito di uomini a Buchan, in Scozia, per favorire il principe Carlo Edoardo Stuart.
- 1745: Lady Anne Farquharson-MacKintosh solleva e conduce tra i 200 e i 400 uomini per combattere a favore dell'insurrezione giacobita.
- 1745: Phoebe Hessel combatte nella battaglia di Fontenoy servendo nella British Army; per poterlo fare si era travestita da uomo[23].
- 1745: la scozzese Mary Ralphson combatte nell'esercito britannico a Fontenoy abbigliata come un uomo[24].
- 1746: Johanna Bennius serve nella marina olandese travestita come un maschio con il nome di Jan Drop[9].
- 1746: Elisabeth Huyser serve nell'esercito olandese abbigliata come fosse un uomo[9].
- 1746–1769: Maria van Antwerpen serve come soldato nei Paesi Bassi con il nome fittizio di Jan van Art[25].
- 1747–1750: Hannah Snell serve travestita da uomo nella Royal Marines; il proprio servizio militare gli è stato ufficialmente riconosciuto con la concessione di una pensione[26].
- 1748: Gertruid van Duiren si arruola e serve per breve tempo nell'esercito olandese prima di essere scoperta[27].

### 1750
- 1750: Maria Sophia Stording serve nella marina olandese vestita da uomo[9].
- 1751: vengono scoperti due soldati anonimi della marina olandese che in realtà sono donne vestite da maschi[9].
- 1754–1755: due donne anonime servono nell'esercito olandese travestite da uomini[9].
- 1756: il soldato Jochem Wiesse dell'esercito olandese si scopre essere in realtà una donna travestita da maschio[9].
- 1757: un certo marinaio Arthur Douglas si rivela essere una donna; la sua data di nascita ed il nome autentico rimane sconosciuto[28].
- 1757–1758: due donne senza nome servono nella marina olandese vestite come maschi[9].
- 1759–1771: Mary Lacy serve come marinaio carpentiere sotto il nome di comodo di "William Chandler"[29].

### 1760
- 1760: Petronella van den Kerkhof forse serve nell'esercito olandese come granatiere; tuttavia, è stato confermato ch'ella non sia mai stata scoperta durante il suo operato[30][9].
- 1760: Hannah Witneg serve nei Royal Marines mentre rimane travestita da uomo, per ben cinque anni (fino al 1761); anche dopo essere stata scoperta, diviene nota per avere operato con "forza e coraggio"[31].
- 1760–1761: una donna serve nei Royal Marines britannici con lo pseudonimo di "William Prothero"[28].
- 1762: Rafaela Herrera incoraggia e ispira i difensori spagnoli, nonostante l'inferiorità numerica, e li porta alla vittoria nel corso dell'assedio britannico della "Fortezza dell'Immacolata Concezione" nel villaggio di "El Castillo" facente parte del comune omonimo nel Dipartimento di Río San Juan in Nicaragua[32].
- 1763: dopo l'assassinio di suo marito Diego, la rivoluzionaria filippina Gabriela Silang ha deciso di continuare la propria ribellione a Llocos contro il dominio spagnolo, pur non riuscendo nell'intento[33].
- 1764: il soldato olandese Tiesheld è scoperto essere una donna vestita come un maschio[9].
- 1765: un membro anonimo della marina olandese viene scoperto per essere una donna travestita da maschio[9].
- 1767–1795: regno di Ahilya Bai Holkar, sovrana indiana della regione di Malwa. Ha regolarmente condotto le sue truppe in battaglia[34].
- 1768: nascita di Mah Laqa Bai. Grazie alla sua abilità nel tiro con l'arco ha accompagnato Mir Nizam Ali Khan Siddiqi Asaf Jah II - secondo della dinastia Nizam - in tre guerre[35].
- 1769: Anna Sophia Spiesen serve nell'esercito olandese vestita come un maschio con il nome fittizio di Claas Paulusse[9].

### 1770
- 1770–1771: Margareta Reymers serve nella marina olandese vestita da uomo; viene scoperta a causa di una sua gravidanza[36].
- 1772: Mademoiselle de Guignes e Mademoiselle d'Aguillon combattono un duello a Parigi[37].
- 1775: l'11 dicembre Jemima Warner viene uccisa da un proiettile nemico durante l'assedio di Quebec (prima della battaglia omonima, nel corso della guerra d'indipendenza americana). La signora Warner aveva originariamente accompagnato il marito PVT James Warner, nel battaglione dei cacciatori di Thompson, Pennsylvania, fino in Canada per poterlo assistere. Quando Warner alla fine morì in Québec, Jemima lo seppellì e rimase nel battaglione come cuoca[38].
- 1778: Baltazara Chuiza conduce una ribellione contro le forze di occupazione spagnole in Ecuador[39].
- 1778: la principessa sikh Bibi Rajindar Kaur guida 3.000 soldati per portare soccorso al cugino di Patiala sconfitto dall'avversario Hari Singh.
- 1778–1803: la principessa di Sardhana Begum Samru (nata Johanna Nobilis Sombre), conduce i propri eserciti in guerra.

### 1780
- 1780: Rani Velu Nachiar di Sivaganga conduce un esercito femminile contro gli eserciti inglesi in India[40].
- 1780: Manuela Beltrán organizza una rivolta contadina in Colombia contro una tassazione eccessiva[41].
- 1780: Ñusta Huillac della tribù dei Kolla/Qulla imposta una ribellione contro gli spagnoli in Cile.
- 1780: la svedese Carin du Rietz diventa un soldato della guardia reale sotto spoglie maschili[42].
- 1780–1781: Micaela Bastidas Puyucahua recluta e porta le donne in battaglia assieme agli uomini nel corso di una ribellione contro il dominio spagnolo in Perù; viene infine catturata e fatta giustiziare[43].
- 1780–1781: Maria van Spanje serve nella marina olandese per otto mesi vestita come un maschio; la si scopre durante il suo tentativo di ripetere l'arruolamento nel 1782[44].
- 1781: Lena Catharina Wasmoet serve nella marina olandese vestita come un uomo di nome Claas Waal[9].
- 1781: Gregoria Apaza, della tribù Aymara, conduce una rivolta contro i colonizzatori spagnoli in Bolivia[45].
- 1781: Margaret Thompson serve tra i marines britannici sotto il nome di George.
- 1782: Anna Maria Everts serve nella marina olandese travestita da maschio[9].
- 1782: Bartolina Sisa, della tribù Aymara e moglie di Túpac Catari, guida una rivolta indigena anti-spagnola in Bolivia, ma viene catturata e giustiziata[46].
- 1783: Johanna Dorothea Heeght serve nella marina olandese vestita come un uomo con il nome di Johannes Hegt[9].
- 1785: secondo i racconti popolari del popolo Thai le due sorelle Thep Kasattri e Thao Sri Sunthon aiutano a respingere l'invasione birmana del Siam vestendosi come soldati maschi e mobilitando le truppe, nel corso della Guerra birmano-siamese (1785-1786).
- 1787–1807: una donna serve per vent'anni nella marina britannica sotto il nome di Tom Bowling[28].
- 1787: la moglie di un colonnello tedesco chiamato Schutz viene indicata per avere accompagnato il proprio sposo in guerra vestita come un maschio e di essere stata ferita due volte dai russi[47].
- 1788–1790: Durante la Guerra russo-svedese (1788-1790) Anna Maria Engsten, dopo una battaglia in mare, riesce a fare tornare una delle barche in porto sicuro dopo essere stata lasciata sola a bordo a seguito della sua evacuazione; viene decorata con una medaglia in argento per il coraggio e valore dimostrato[48].
- 1788–1790: durante la battaglia navale di Svensksund, Dorothea Maria Lösch prende il comando di una nave svedese e viene premiata con il grado di capitano della flotta[49].
- 1788–1790: a seguito della conclusione della Guerra russo-svedese (1788-1790), molti dei soldati decorati nell'esercito del regno di Svezia vengono scoperti di essere in realtà donne in incognito; una di loro è stata Brita Hagberg la quale si era arruolata alla ricerca del marito. Le è stata infine concessa una pensione militare[50].
- 1789: la rivoluzionaria Théroigne de Méricourt guida la presa della Bastiglia a Parigi, all'inizio della rivoluzione francese, conducendo con sé anche truppe femminili.

### 1790
- 1797–1801: Francesca Scanagatta servì nell'esercito austriaco durante le guerre rivoluzionarie francesi.